# Mamatola conspersa
Mamatola conspersa är en insektsart som beskrevs av Schmidt 1924. Mamatola conspersa ingår i släktet Mamatola och familjen lyktstritar. Inga underarter finns listade i Catalogue of Life.